# 馬自達E&T
馬自達E&T之全名為馬自達機械與科技股份有限公司（日语：株式会社マツダE&T），乃是由日本馬自達汽車公司於1979年投資成立的關係企業，不但負責後者改裝車輛的企劃開發與製造，也擔任新車開發時的外觀設計和試驗工作。

## 公司沿革
- 1979年4月27日馬自達（當時仍稱東洋工業）以資本額5千萬日圓設立「馬自達產業公司」（（日語）マツダ産業），開始組立裝配汽車零件，同年7月整理再生舊引擎，8月開始負責堆高機的整備工作。

- 1980年2月開始改裝車的設計、安裝、銷售等業務。

- 1984年11月開始引擎動力驅動試驗的業務。

- 1987年4月開始車輛試驗、改善進口車（這個業務後來在馬自達推行Eunos和Autozam副品牌時，成為該公司賴以維生的營業項目）、PDI（pre delivery inspection）交車前檢查等業務。

- 1988年8月開始整理再生舊變速箱，同年11月跨入車型製作的領域。

- 1995年3月發售獨力開發的超低車身版「Carol-i」，同時生產馬自達Bongo Friendee的露營車車型。

- 1998年4月與馬自達機械公司（（日語）マツダエンジニアリング）合併，並重新整頓公司組織架構，同時資本額增資至目前的4億8千萬日圓。

- 2002年6月將公司名稱改成「馬自達E&T」，11月才改成現行的馬自達E&T[1]。

- 2003年7月生產具備升降設施以方便身障者進出的特殊福祉車輛突破一萬部，這是日本汽車製造業首創。此外發售MX-5特殊限量車：搭載渦輪增壓、以「熔接」方式補強車頂與車體。

- 2004年10月將公司總部移往馬自達渕崎工廠。

- 2008年4月設置橫濱技術中心，12月開設美禰分公司。

## 目前製造的車種
- 身障者用車：

1. i系列：具升降設備車（馬自達AZ-Wagon、馬自達2）、具升降座椅設備車（馬自達MPV、馬自達5）、具自動階梯設備車（馬自達MPV）。
2. WITH系列（其實改裝自鈴木汽車的車款）：具升降設備車。

- 改裝車：馬自達MX-5、馬自達MPV、馬自達Biante、馬自達5、馬自達AZ-Wagon、馬自達2、馬自達3、馬自達6等。

- 商用改裝車：翻斗傾卸車、冷凍貨車、裝載卡車等，改裝車種以馬自達Bongo或馬自達Titan為主。

- 教練車：供初學者學習駕駛之用，車種以馬自達3為主。

## 外部連結
- （日語）官方網站